# ديبورا أدير
ديبورا أدير (بالإنجليزية: Deborah Adair)‏ هي ممثلة أمريكية، ولدت في 23 مايو 1952 في الولايات المتحدة.

## أعمال

### مسلسلات
- أيام حياتنا
- ديناستي

## وصلات خارجية
- ديبورا أدير على موقع IMDb (الإنجليزية)
- ديبورا أدير على موقع ألو سيني (الفرنسية)
- ديبورا أدير على موقع أول موفي (الإنجليزية)
- ديبورا أدير على موقع قاعدة بيانات الأفلام السويدية (السويدية)
- ديبورا أدير على موقع إن إن دي بي (الإنجليزية)
- ديبورا أدير على موقع قاعدة بيانات الفيلم (الإنجليزية)
- ديبورا أدير على موقع كينوبويسك (الروسية)